# Winning Run
Winning Run es un juego arcade de simulación de carreras en primera persona desarrollado y publicado por Namco a finales de diciembre de 1988 en Japón, previo a su lanzamiento internacional al año siguiente. Los jugadores pilotan un coche de Fórmula 1, con el objetivo de terminar cada carrera en primer lugar, al tiempo que evitan a sus oponentes y otros obstáculos, como túneles inundados, fosos y zonas empinadas. Fue el primer juego en utilizar la placa de arcade Namco System 21, la primera diseñada específicamente para el procesamiento de polígonos 3D.
El desarrollo del juego comenzó en 1985 y tardó tres años en completarse. Tras su lanzamiento, Winning Run fue un gran éxito comercial en Japón y moderado en Occidente. Tuvo una acogida favorable por parte de la crítica especializada, que elogió sus excelentes gráficos en 3D para la época y su realismo en el campo de los videojuegos de Fórmula 1. Se considera un hito en la tecnología de gráficos poligonales en 3D en el mundo de los videojuegos, con su capacidad de reproducir 60 000 polígonos individuales por segundo. Recibió numerosos premios de publicaciones de videojuegos y le siguieron dos secuelas arcade: Winning Run Suzuka GP (1989) y Winning Run '91 (1991). En 1990 se lanzó un juego arcade similar, Driver's Eyes.

## Mecánica de juego
Winning Run es un videojuego de simulación de carreras en primera persona. El jugador controla un coche de Fórmula 1, con el objetivo de llegar al final de cada carrera en primera posición. Dispone de dos modos de juego: «Fácil» y «Técnico», que determinan la velocidad del coche durante la partida. El jugador tiene que completar primero una «vuelta de clasificación» antes de iniciar la carrera final, en la que se enfrentará a doce vehículos rivales, sorteando obstáculos como fosos, túneles inundados y rampas empinadas.
El juego está alojado en una cabina arcade «ambientada», que gira y se mueve en función de la dirección que marque el jugador durante el juego. A diferencia de otras máquinas de este tipo, que solían utilizar un sistema hidráulico, Winning Run utiliza una serie de cilindros y guías eléctricas para hacer que la máquina se mueva, lo que da una sensación de conducción más realista. Como es habitual en los juegos arcade de carreras, la máquina dispone de un volante.

## Desarrollo y lanzamiento
El desarrollo del juego comenzó oficialmente en 1985, diseñado para la placa de arcade Namco System 21, posteriormente conocida como «Polygonizer», que permitía gráficos sombreados en 3D y la capacidad de trazar un total de 60 000 polígonos individuales por segundo, considerado un hito para su época y recibió una gran cobertura por parte de la prensa. Winning Run fue el primer juego en utilizar esta placa. La música la compuso Hiroyuki Kawada, que ya había creado la de Galaga '88. Salió a la venta oficialmente en Japón a finales de diciembre de 1988 y posteriormente en Europa en enero de 1989, donde se presentó en la feria Amusement Trades Exhibition International de Londres; en Norteamérica, salió a la venta en septiembre de 1989.

## Recepción

### Rendimiento comercial
En Japón, Game Machine lo incluyó en su edición del 1 de marzo de 1989 como la máquina de arcade de mayor éxito del mes. Famitsū situó el juego en el primer puesto de su tabla de ganancias de recreativas de agosto de 1989; en septiembre, bajó al segundo puesto, tras Super Monaco GP de Sega. En octubre de 1989 descendió al tercer puesto, tras Super Monaco GP y la versión arcade de Sega de Tetris. Winning Run terminó el año como el segundo juego arcade más vendido de 1989 en Japón, justo por debajo del Tetris de Sega. El número de septiembre de 1989 de Commodore User afirmaba que el juego estaba «inundando» los centros arcade de toda Europa. En Norteamérica fue un éxito a principios de 1990, encabezando la lista de la revista RePlay de ganancias de videojuegos nuevos de las recreativas en marzo de 1990.

### Respuesta de la crítica
Winning Run recibió el reconocimiento de la crítica especializada, que elogió su realismo y sus gráficos en 3D, considerados revolucionarios para la época. En el número de marzo de 1989 de Computer and Video Games, Clare Edgeley y Julian Rignall le dedicaron una crítica muy favorable, comparándolo con Hard Drivin' de Atari y calificando sus gráficos como «sencillamente impresionantes» y concluyeron que era «sin duda el mejor juego de carreras que se ha visto hasta la fecha, totalmente realista y estimulante». The Games Machine también fue positiva en su crítica, calificándolo como uno de los juegos arcade más impresionantes de la época, refiriéndose a él como «una asombrosa coin-op». También se alabó el realismo de su simulación de carreras de Fórmula 1.
El número de septiembre de 1989 de Commodore User calificó su jugabilidad y sus gráficos de «literalmente impresionantes», al igual que Computer and Video Games, que lo comparó positivamente con Hard Drivin. Advanced Computer Entertainment lo consideró superior a Hard Drivin', afirmando que lo superaba en gráficos y jugabilidad, concluyendo que Winning Run era uno de los mejores juegos arcade de carreras del mercado. El número de marzo de 1990 de Your Sinclair elogió las capacidades técnicas del juego, pero afirmó que no era tan divertido como el de Atari, considerando que la falta de un circuito de acrobacias había «disminuido un poco su atractivo».

### Galardones
En los Gamest Awards de 1989 en Japón, Winning Run recibió un Premio Especial y fue nominado a los «Mejores gráficos», aunque perdió frente al shooter de Taito Darius II. Computer and Video Games lo incluyó entre los tres mejores juegos arcade de 1989. El número de marzo de 1990 de Your Sinclair lo incluyó entre los cinco mejores juegos arcade de 1989.

## Secuelas
Su éxito dio lugar a dos juegos posteriores. Winning Run Suzuka GP se lanzó en 1989 exclusivamente en Japón y, como sugiere su título, este juego se basa en el circuito de Suzuka. Como sugiere su título, este juego se ambienta en el Circuito de Suzuka, aunque utilizaba un mueble con asiento, a diferencia del utilizado en el Winning Run original, que se parecía a los utilizados para el Final Lap de Namco lanzado tres años antes. Suzuka GP se convirtió en el segundo juego arcade dedicado más taquillero de Japón en 1990, tras Super Monaco GP.
El segundo, Winning Run '91, se lanzó en 1991, de nuevo exclusivamente en Japón, utilizando la misma cabina arcade que el juego original (un juego de carreras en 3D similar, Driver's Eyes, salió a la venta para Japón en 1990 y utilizaba una cabina de nuevo diseño con un conjunto de tres monitores panorámicos para ofrecer una visión más abierta del juego). La banda sonora del juego fue obra de Victor Entertainment, una filial de JVCKenwood, en la que se recopilaba música de Splatterhouse y Metal Hawk.